# Alcalose
A alcalose é um termo clínico que indica um transtorno no qual há um aumento na alcalinidade dos fluidos do corpo, isto é, um excesso de base (alcalina) nos líquidos corporais. Esta condição é oposta a produzida por excesso de ácidos (acidose). A alcalose pode se originar por diferentes causas.
O mecanismo subjacente consiste na acumulação de bases ou perda de ácidos sem uma perda equivalente de bases nos líquidos do organismo, o que provoca uma redução na concentração de íons hidrogênio no plasma sanguíneo arterial. Geralmente utiliza-se este termo nos casos em que o pH arterial é maior que 7,5. 
Sendo os pulmões e os rins os que regulam o estado ácido/básico do corpo, a diminuição no nível de dióxido de carbono ou o aumento do nível de bicarbonato são as causas diretas deste fenômeno.

## Alcalose respiratória
A alcalose respiratória é ocasionada por níveis baixos de dióxido de carbono (CO2). A hiperventilação (frequência respiratória aumentada) faz com que o corpo perca dióxido de carbono. A altitude e, em geral, qualquer enfermidade que produza uma redução de oxigênio no sangue obrigam o indivíduo a respirar mais rapidamente (como nos quadros de ansiedade), minguando os níveis de dióxido de carbono e ocasionando este tipo de alcalose.

## Alcalose metabólica
A alcalose metabólica, por sua vez, é ocasionada por um excesso de bicarbonato no sangue.
A alcalose hipoclorêmica é aquela causada por uma deficiência ou perda extrema de cloreto (que pode ser devido a vómitos persistentes). Nesses casos, os rins compensam a perda de cloretos mediante a conservação de bicarbonato. A alcalose hipocaliêmica se deve a reação dos rins a uma deficiência ou perda extrema de potássio que pode ser provocada pelo uso de alguns medicamentos diuréticos. A alcalose compensada se apresenta quando o corpo tem uma compensação parcial da alcalose, alcançando o equilíbrio normal ácido/básico, ou quando os níveis de bicarbonato e dióxido de carbono permanecem anormais em termos absolutos.

## Diagnóstico
O indivíduo com alcalose pode apresentar quadros de confusão, com enjoos, náuseas e vômitos, a muitas vezes acompanhados de tremores, espasmos musculares e inchaço no rosto ou nas extremidades.
A terapia da alcalose depende da causa específica. Para corrigir as perdas químicas podem ser necessários medicamentos. Também é necessário controlar os sinais vitais (temperatura, pulso, frequência respiratória e pressão sanguínea). A maioria dos casos de alcalose respondem bem ao tratamento. Normalmente, os indivíduos com rins e pulmões saudáveis não passam por uma alcalose significativa.